# Solaris Volume Manager
Solaris Volume Manager(SVM:siv-em と発音)は SUNが独自に追加した論理ボリュームマネージャ(LVM)である。Solaris 9 から OS に統合されている。統合以前は Online:DiskSuite(Solaris 2.4 まで)、Solstice DiskSuite(Solaris 2.5 ～ Solaris 8) という名称であった。
システムディスクにおいてはSVR4のディスクパーティションの管理単位である1ディスク7パーティションの制約を越えることができず、システムディスクのパーティションを自由に設定できる他の商用UNIX管理者から、機能不足や役割不足を指摘されている。(Solaris 9 に付属の SVM 以降は、ソフトパーティションという機能で単一ディスクパーティションや論理ボリュームを、1000以上の数のパーティションに分割することが可能となっている。)
当然、LVM配下のBoot領域からのIPL動作もできないため、Boot領域もSVMの管理対象外である。
また、LVMの基本機能の一つである「外部ストレージへのアクセスパスを複数持ち、パス障害時にアクセス経路を切り替える」マルチパス機能を持っておらず、高可用クラスターとしての運用ができないなど、非常に中途半端で使用用途が限定されたものであったが、Solaris 2.6 向けにリリースされた DiskSuite 4.2 より Alternate Pathing としてサポートされている(このバージョンより 64bit カーネルがサポートされた)。
そのため、SUNサーバにてクラスターを組む際には、VERITAS Volume ManagerやCluster Serverを別途購入し導入する必要がある。
※この技術情報は、SUN Japanからあるユーザへの公式な回答に基づいて書かれました。